# 林肯 (新墨西哥州)
林肯（英語：Lincoln）是位於美國新墨西哥州林肯縣的非建制地區。

## 歷史
林肯的郵局自1873年營運至今。

## 地理
林肯所處的海拔為高於海平面1736米（即5696英呎），而該地所採用的時區為UTC-7，即北美山地时区（MST）。同時該地設有夏令時間，為UTC-7調快一小時，即UTC-6（MDT）。